# Aizoanthemum mossamedense
Aizoanthemum mossamedense là một loài thực vật có hoa trong họ Phiên hạnh. Loài này được (Welw. ex Oliv.) Friedrich mô tả khoa học đầu tiên năm 1960.